# Anne Pedersdotter
Anne Pedersdotter, död 7 april 1590, var en norsk kvinna som avrättades för häxeri. Hon är tillsammans med Lisbeth Nypans det troligen med kända och mest väldokumenterade offret för häxjakten i Norge. 
Anne Pedersdotter var dotter till en ämbetsman i Trondhjem. Hon gifte sig med professor Absalon Pederssøn Beyer och bosatte sig i Bergen. 1575 anklagades hon för att ha mördat biskop Gjeble Pederssøn med hjälp av trolldom, men frikändes tack vare makens kontakter. Efter detta stämplades hon dock som häxa. När hon som änka 1590 åtalades för att ha mördat sex personer med hjälp av trolldom, hade hon inte längre några kontakter som kunde rädda henne, och hon anklagades av grannar och bekanta. Hon ska ha försvarat sig med viljestyrka, klarsyn och kraft. Hon brändes levande på bål, och hennes avrättning anses ibland ha utgjort startskottet för häxjakten i Norge. 